# Hylexetastes uniformis brigidai
El trepatroncos de Brígida (Hylexetastes uniformis brigidai) es una subespecie de ave paseriforme de la familia Furnariidae, subfamilia Dendrocolaptinae, perteneciente al género Hylexetastes. Algunos autores la consideran una subespecie del trepatroncos piquirrojo Hylexetastes perrotii. Es endémica del sureste de la Amazonia brasileña.

## Distribución y hábitat
Se encuentra únicamente en el sureste de la cuenca amazónica en Brasil, en el sur del estado de Pará, desde el río Xingu hacia el este hasta los ríos Tocantins y Araguaia.
Esta especie es considerada de poco común a rara en su hábitat natural: las selvas húmedas, principalmente de terra firme, de regiones bajas, hasta los 500 metros de altitud.

## Sistemática

### Descripción original
La subespecie H. uniformis brigidai fue descrita por primera vez por los ornitólogos brasileños José Maria Cardoso da Silva y Fernando da Costa Novaes y el estadounidense David C.Oren en 1995 bajo el nombre científico Hylexetastes brigidai; su localidad tipo es: «Serra dos Carajás, Serra Norte, Distrito do Manganês, Pará, Brasil, 6°06'S, 50°18'W, c. 600 m sobre el nivel del mar». El holotipo, un macho adulto colectado el 25 de junio de 1985, está depositado en el Museu Paraense Emílio Goeldi con el número MPEG 37215.

### Etimología
El nombre genérico masculino «Hylexetastes» se compone de las palabras del griego «ὑλη hulē  que significa ‘bosque’, ‘selva’, y «εξεταστης exetastēs» que significa ‘examinador’; y el nombre de la subespecie «brigidai», conmemora al zoólogo, taxidermista y colector brasileño Manoel Santa Brígida.

### Taxonomía
La presente subespecie e Hylexetastes uniformis son tratadas como subespecies de Hylexetastes perrotii por algunas clasificaciones como Aves del Mundo (HBW) y Birdlife International (BLI), con base en las similitudes morfológicas y de vocalización. Sin embargo, un estudio filogenético reciente confirmó que la especie H. perrotii es parafilética, dando respaldo a autores anteriores con respecto a la separación de las especies, todas alopátricas, cada una distribuida en uno de los interfluvios amazónicos, separados por los grandes ríos de la región.
Con base en los estudios filogenéticos mencionados, el Comité de Clasificación de Sudamérica (SACC) en la Propuesta N° 897 aprobó la separación de H. uniformis pero mantuvo a la presente como subespecie del mismo. El Congreso Ornitológico Internacional (IOC) sigue este mismo concepto.